# Röthenbach an der Pegnitz
Röthenbach an der Pegnitz là một đô thị ở Nürnberger Land bang Bayern thuộc nước Đức.